# Eine Frau ohne Bedeutung (film 1936)
Eine Frau ohne Bedeutung è un film del 1936 diretto da Hans Steinhoff. La sceneggiatura, a firma di Bernd Hofmann e Thea von Harbou, si basa sul lavoro teatrale Una donna senza importanza (1894) di Oscar Wilde.

## Trama
Sylvia, la figlia del pastore Kelvil, è la lettrice di Lady Patricia. Quando si incontra con il giovane Lord Harford, i due si innamorano, ma la loro differente posizione sociale è di impedimento al matrimonio che viene osteggiato dalle famiglie e Lord Harford viene allontanato. Nessuno però sospetta che la ragazza sia rimasta incinta. Diciotto anni dopo, Lord Harford, che nel frattempo ha ereditato il titolo di Lord Illingworth e l'intero patrimonio di suo padre, è di ritorno dall'India. Padre e figlio, senza sapere nulla uno dell'altro, si incontrano ma, a causa di un battibecco, i due finiscono per sfidarsi a duello. Per impedirlo, Sylvia, allora, sarà costretta a rivelare la verità.

## Produzione
Il film, prodotto dalla Majestic-Film GmbH, fu girato tra l'agosto e il settembre 1936. Le riprese vennero effettuate per gli esterni nei dintorni di Berlino; per gli interni, nei Tobis-Atelier Berlin-Johannisthal e negli Jofa-Atelier Berlin-Johannisthal.

## Distribuzione
Distribuito dalla Tobis Europa, il film uscì nelle sale cinematografiche tedesche presentato al Capitol di Berlino il 26 ottobre 1936.